# Grondexploitatiewet
De Grondexploitatiewet, vaak afgekort als Grex-wet, is een onderdeel van de Nederlandse Wet ruimtelijke ordening (Wro) die op 1 juli 2008 in werking is getreden.

## Algemeen
De grondexploitatiewet is afdeling 6.4 van de Wro. Dit deel van de Wro bestaat uit artikel 6.12 tot en met artikel 6.25. Hierin wordt geregeld dat gemeenten de mogelijkheid krijgen om kosten van de planontwikkeling te verhalen op grondeigenaren, veelal projectontwikkelaars. Daarnaast zijn er zaken geregeld omtrent planschade. In bet bijbehorende Besluit ruimtelijke ordening (Bro) worden enkele praktische zaken nader uitgewerkt. Zoals welke soorten kosten in aanmerking komen om te worden verhaald (de zogenaamde kostensoortenlijst) en wanneer dit mag. Dit staat in de afdeling Grondexploitatie van het Bro (artikel 6.2.1 tot en met artikel 6.2.12)

## Kosten verhalen
Een gemeente is conform de grondexploitatiewet verplicht om haar kosten op de grondeigenaar te verhalen, wanneer deze grondeigenaar een zogenaamd "bouwplan" (zoals aangeduid in art. 6.2.1 Bro) wil realiseren en wanneer voor de goedkeuring van dit bouwplan een wijziging van een "ruimtelijk besluit" (bijvoorbeeld nieuw bestemmingsplan) nodig is. De kosten die verhaald moeten worden staan in de kostensoortenlijst (art. 6.2.3 t/m 6.2.6 Bro). Wanneer de gemeente zelf eigenaar is van de gronden dan is het verhalen van kosten op anderen niet nodig. De kosten worden dan gedekt door de verkoop van bouwrijpe grond.
Er zijn drie soorten manieren voor gemeenten om kosten te verhalen: 
- Het sluiten van vrijwillige overeenkomst(-en) met de grondeigena(a)r(-en), voorafgaand aan de wijziging van het ruimtelijk besluit (een "anterieure overeenkomst");
- Het vaststellen van een verplichtend "exploitatieplan";
- Het sluiten van vrijwillige overeenkomst(-en) met de grondeigena(a)r(-en), na het vaststellen van het exploitatieplan (een "posterieure overeenkomst").

Het uitgangspunt van de wet is dat het de voorkeur verdient om van tevoren met alle grondeigenaren een vrijwillige overeenkomst te sluiten (een "anterieure overeenkomst"). Hierin kunnen beide partijen over alle mogelijke onderwerpen afspraken met elkaar maken. Maar in ieder geval moeten afspraken gemaakt worden over de te verhalen kosten en indien nodig ook over de fasering en de eisen en regels die de gemeente stelt aan de ontwikkeling. Wanneer de gemeente niet met alle grondeigenaren in het gebied een anterieure overeenkomst heeft afgesloten, dan moet de gemeente een "exploitatieplan" opstellen en deze tegelijk met de wijziging van het ruimtelijk besluit kenbaar maken (art 6.12 Wro). Nadat een exploitatieplan vastgesteld is, kan de gemeente alsnog een overeenkomst afsluiten met de grondeigenaar. Dit heet een "posterieure overeenkomst". Hierin kunnen echter alleen zaken worden behandeld die ook in het exploitatieplan staan vermeld. Zaken die in het exploitatieplan geregeld kunnen worden, mogen niet in een posterieure overeenkomst (alsnog) geregeld worden.

## Exploitatieplan
In het exploitatieplan staat een berekening van de exploitatiebijdrage die de grondeigenaar dient te betalen. Daarnaast kunnen er zaken worden geregeld ten aanzien van bijvoorbeeld woningcategorieën en betalingsvoorwaarden. De kosten die de gemeente mag verhalen, zijn in het Besluit Ruimtelijke Ordening (Bro) vastgesteld. Dit is een gelimiteerde lijst, dit in tegenstelling tot wat van toepassing was onder de oude regels. Het exploitatieplan wordt opgesteld door de gemeente en dient door de gemeenteraad goedgekeurd te worden. Deze bevoegdheid mag gedelegeerd worden aan het college van burgemeester en wethouders. Het bekendmaken van het besluit betreffende het exploitatieplan moet gelijktijdig met het bekendmaken van het planologisch besluit plaatsvinden. Dit besluit kan dus ook een besluit zijn om dat exploitatieplan niet vast te stellen vanwege een anterieure overeenkomst. Het betreffende planologisch besluit kan ook de beschikking zijn waarmee een omgevingsvergunning voor de activiteit bouwen wordt verleend, welke beschikking tot stand is gekomen met gebruik van art. 2.12, lid 1, onder a, onder 3° Wabo. Wanneer het project gereed is dient de gemeente de exploitatiebijdrage te herberekenen met de werkelijk gemaakte kosten, waarna eventueel maatregelen genomen dienen te worden. Het moment waarop de bijdrage betaald dient te worden is het moment van aanvraag van de bouwvergunning.